# Rhinella hoogmoedi
Rhinella hoogmoedi är en groddjursart som beskrevs av Ulisses Caramaschi och Pombal 2006. Rhinella hoogmoedi ingår i släktet Rhinella och familjen paddor. IUCN kategoriserar arten globalt som livskraftig. Inga underarter finns listade i Catalogue of Life.